# The immortal tourist
The immortal tourist is een studioalbum van Johannes Schmoelling en Rob Waters. Schmoelling en Waters maakten deel uit van Loom waarin ook Jerome Froese zat. Froese maakte een moeilijke tijd door vanwege het overlijden van zijn vader Edgar Froese, maar kwam wel met het album Beginn, hij werkte daarin samen met Clausdia Brücken van Propaganda. Het was bij het verschijnen van The immortal tourist onduidelijk of Loom nog wel bestond.  

## Musici
- Johannes Schmoelling, Rob Waters – toetsinstrumenten, elektronica; waters ook achtergrondzang
- Moya (Maire) Brennan – zang en harp op The unknown; zij was ooit lid van Clannad
- Erich von Däniken – stem op My DNA

## Muziek
| Nr. | Titel                                            | Duur |
| --- | ------------------------------------------------ | ---- |
| 1.  | The immortal tourist                             | 7:34 |
| 2.  | My DNA                                           | 4:02 |
| 3.  | Maroque                                          | 7:01 |
| 4.  | Morning walk                                     | 6:42 |
| 5.  | Morning walk (remix door Future Sound of Londen) | 7:22 |
| 6.  | Drop anchor in the present time                  | 5:38 |
| 7.  | The unknown                                      | 4:45 |